# Neoctenus finneganae
Neoctenus finneganae is een spinnensoort in de taxonomische indeling van de Trechaleidae.
Het dier behoort tot het geslacht Neoctenus. De wetenschappelijke naam van de soort werd voor het eerst geldig gepubliceerd in 1948 door Cândido Firmino de Mello-Leitão.